# Электроудочка

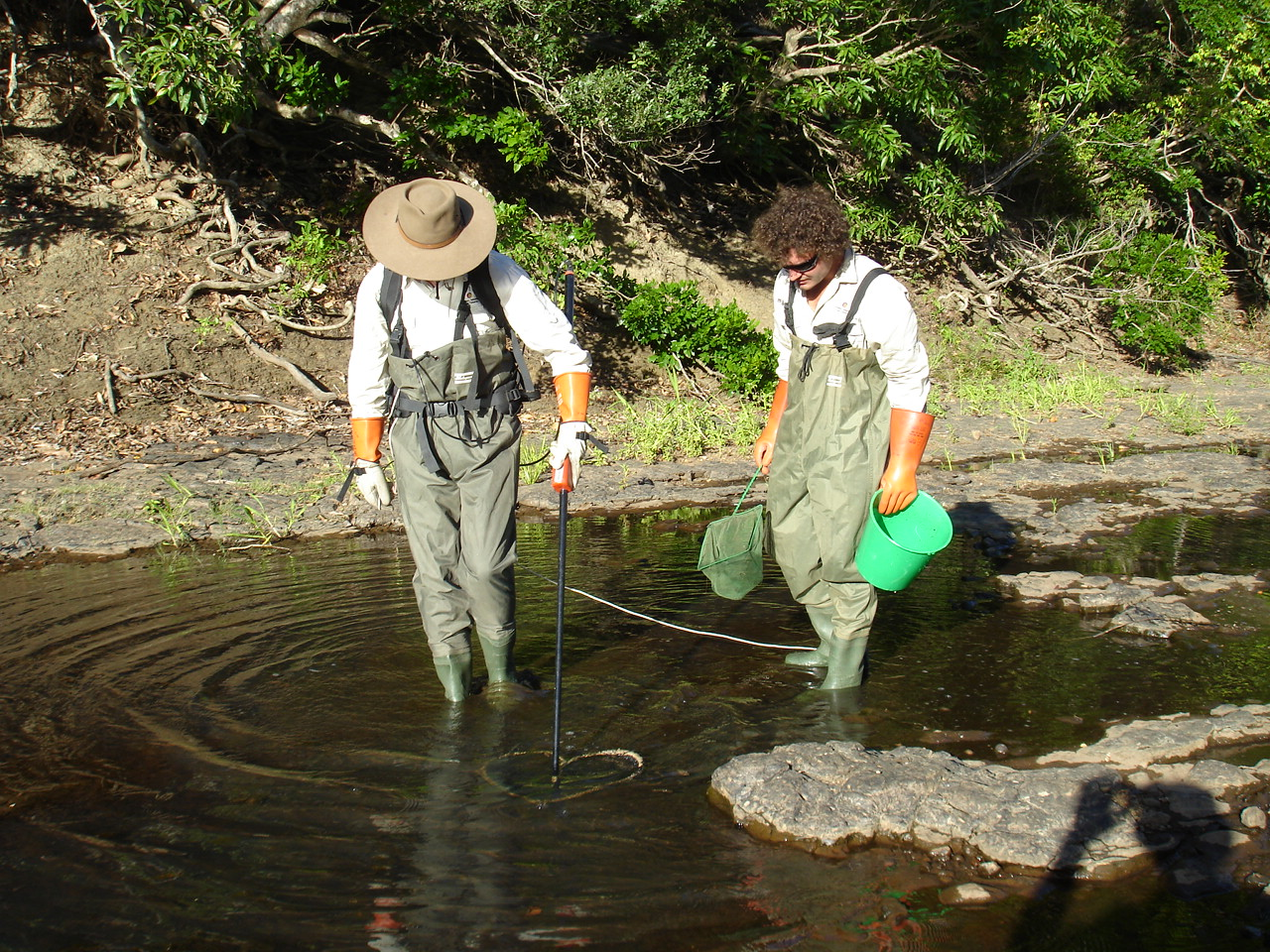
Один из рыбаков «ловит» рыбу портативным электронным прибором, другой собирает добычу сачком

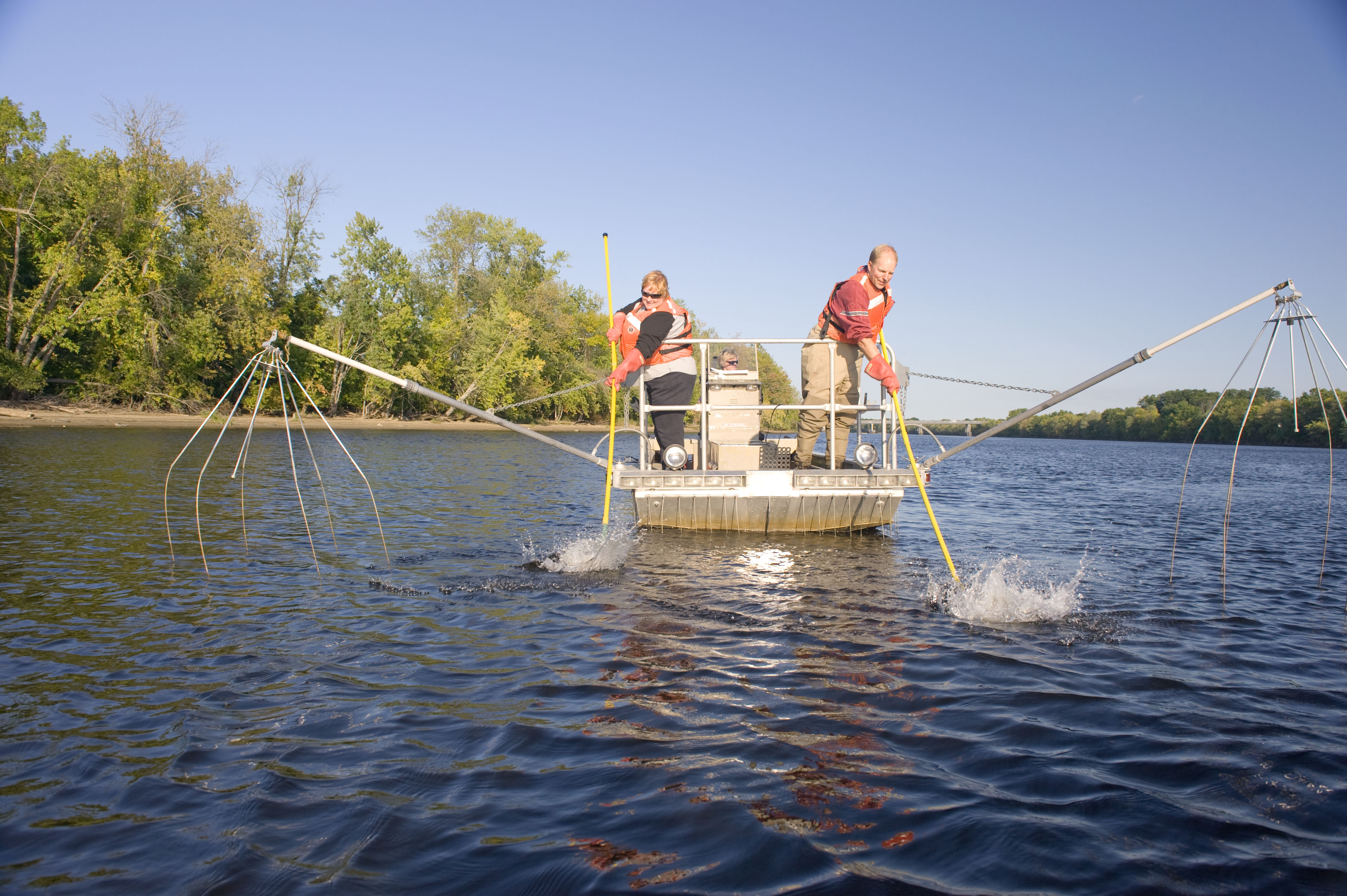
«Ловля» рыбы мощным электроприбором с лодки

Электроу́дочка — прибор для ловли рыбы с помощью подачи в воду электрического разряда. Ловля рыбы с помощью электричества называется электроловом. В результате появления направленного электрического тока рыба, попавшая в зону действия прибора, начинает двигаться в сторону ловца.
Внешне электроудочка, чаще всего, представляет собой большой сачок на длинной ручке, с закреплёнными у обода сачка проводами. В качестве источника тока используют аккумулятор (например, автомобильный), разряд от которого через преобразователь (собственно, это и есть сама «удочка») поступает на электроды, расположенные на сачке.
В России и многих других странах мира электроудочка является орудием незаконного лова (браконьерства).

## Влияние применения на ихтиофауну
Воздействие мощных электроразрядов отрицательно сказывается на ихтиофауне водоёма. Лишь немногие крупные рыбины, подплывшие под воздействием электрического поля к сачку, изымаются из воды браконьером. Гораздо больше рыб, поражённых током, либо опускается на дно, либо всплывает, но бывает унесено ветром или течением. В зоне действия электроудочки происходит массовая гибель мальков рыб, отложенной икры, а также множества различных червей, моллюсков, рачков и прочих водных обитателей вплоть до простейших, без которых невозможна жизнь водоёма.
Отмечены случаи, когда у рыб, оказавшихся на периферии действия электроудочки и избежавших гибели, происходят переломы позвоночника из-за непроизвольного спазма мышц. Также ихтиологи отмечают, что у рыб, подвергшихся воздействию электротока, часто пропадает способность к икрометанию из-за поражения репродуктивных органов. Иногда происходит гибель рыбаков из-за неосторожного обращения и (или) неисправности электроудочек.